# 松平忠毅
松平 忠毅（まつだいら ただかた）は、江戸時代後期の武蔵国忍藩の世嗣。

## 略歴
筑前国秋月藩10代藩主・黒田長元の五男として誕生。
文久元年（1861年）9月11日、忍藩3代藩主・松平忠国の養子となる。家督を継ぐ前に死亡した。
代わって、下野国烏山藩から忠誠が養子に迎えられ嫡子となった。